# デューク・ブルーデビルズ

デューク・カラーのACCのロゴ

デューク・ブルーデビルズ（Duke Blue Devils）は、アメリカ合衆国ノースカロライナ州ダーラムにあるデューク大学のNCAAのスポーツチームである。NCAAディビジョンI所属。

## 概要
男子13チーム、女子14チームの計27チームあり、すべてアトランティック・コースト・カンファレンス（ACC）に属している。ブルーデビルズは、フランスの「les Diables Bleus」または「the Blue Devils」に由来する。これは、第一次世界大戦中にフランスのアルペン猟兵大隊である山岳兵に付けられたニックネームである。
ブルーデビルズはこれまでに、計17回のNCAA全米大学選手権で優勝している。女子ゴルフチームが7回 (1999年、2002年、2005年、2006年、2007年、2014年、2019年)、男子バスケットボールチームが5回 (1991年、1992年、2001年、2010年、2015年)、男子ラクロスが3回 (2010年、2013年、2014年)、男子サッカー (1986年)、女子テニス (2009年)がそれぞれ1回優勝している。そのなかでも男子バスケットボールは、同じACCに所属するノースカロライナ大学チャペルヒル校のターヒールズはスポーツにおいても学業においても歴史的なライバルとして有名である (デューク-カロライナのライバル関係を参照)。また、119回のACCチャンピオンシップを獲得している。

## 競技チーム
| 男子スポーツ                            | 女子スポーツ       |
| --------------------------------------- | ------------------ |
| 野球                                    | バスケットボール   |
| バスケットボール                        | クロスカントリー   |
| クロスカントリー                        | フェンシング       |
| フェンシング                            | フィールドホッケー |
| フットボール                            | ゴルフ             |
| ゴルフ                                  | ラクロス           |
| ラクロス                                | ローイング         |
| サッカー                                | サッカー           |
| 水泳・飛込                              | ソフトボール       |
| テニス                                  | 水泳・飛込         |
| 陸上†                                   | テニス             |
| レスリング                              | 陸上†              |
|                                         | バレーボール       |
| †屋外競技チームと室内競技チームがある。 |                    |

### 男子バスケットボール
デューク大学男子バスケットボールチームは、カレッジバスケットボールの名門校として知られており、特に1980年以来「コーチK」の愛称で呼ばれるマイク・シャシェフスキーヘッドコーチの下で、全米大学選手権で5回制覇しており、これは全米大学チーム中4位である。ACCに加盟するチームではノースカロライナ大学に次ぐ、16回のファイナル・フォーに出場しており、これまでに71人のブルーデビルズ出身の選手がNBAドラフトで指名されている。さらに、デューク大学はアトランティック・コースト・カンファレンストーナメントで21回優勝しており (1960、1963、1964、1966、1978、1986、1988、1992、1999、2000、2001、2002、2003、2005、2006、2009、2010、2011、2017、2019) 、ACCのチーム中最多である (ノースカロライナ大は17回の優勝) 。また、ACCトーナメントで19回 (1954、1958、1963、1964、1965、1966、1986、1991、1992、1994、1997、1998、1999、2000、2001、2004、2006、2010) 第1シードを獲得している。
カレッジバスケットボールにおいて最も権威のあるランキング、AP通信による「AP Top 25」に全米1位にランクインした通算週数が110週で、UCLA、カンザス大学に次いで歴代3位である。また、1996年から2007年まで200週連続でAPトップ25入りし、史上3番目の長さを誇っており、この記録は1966年から1980年までのUCLAが記録した221週連続と、2009年から現在までのカンザス大の200週連続に次ぐ長さである。2007年2月12日に発表されたAP投票で、この連戦は終了した。
ブルーデビルズ出身の主なNBA選手は、ジェフ・マリンズ, ジャック・マリン, ダニー・フェリー, クリスチャン・レイトナー, グラント・ヒル, エルトン・ブランド, シェーン・バティエ, ジェイ・ウィリアムス (バスケットボール), カルロス・ブーザー, ルオル・デン, シェルデン・ウィリアムス, J・J・レディックなど。
最近では、カイリー・アービング, ジャーリール・オカフォー, ブランドン・イングラム, ジェイソン・テイタム, ウェンデル・カーター・ジュニア, マービン・バグリー3世, ザイオン・ウィリアムソン, RJ・バレット,パオロ・バンケロなどが挙げられる。

#### ライバル

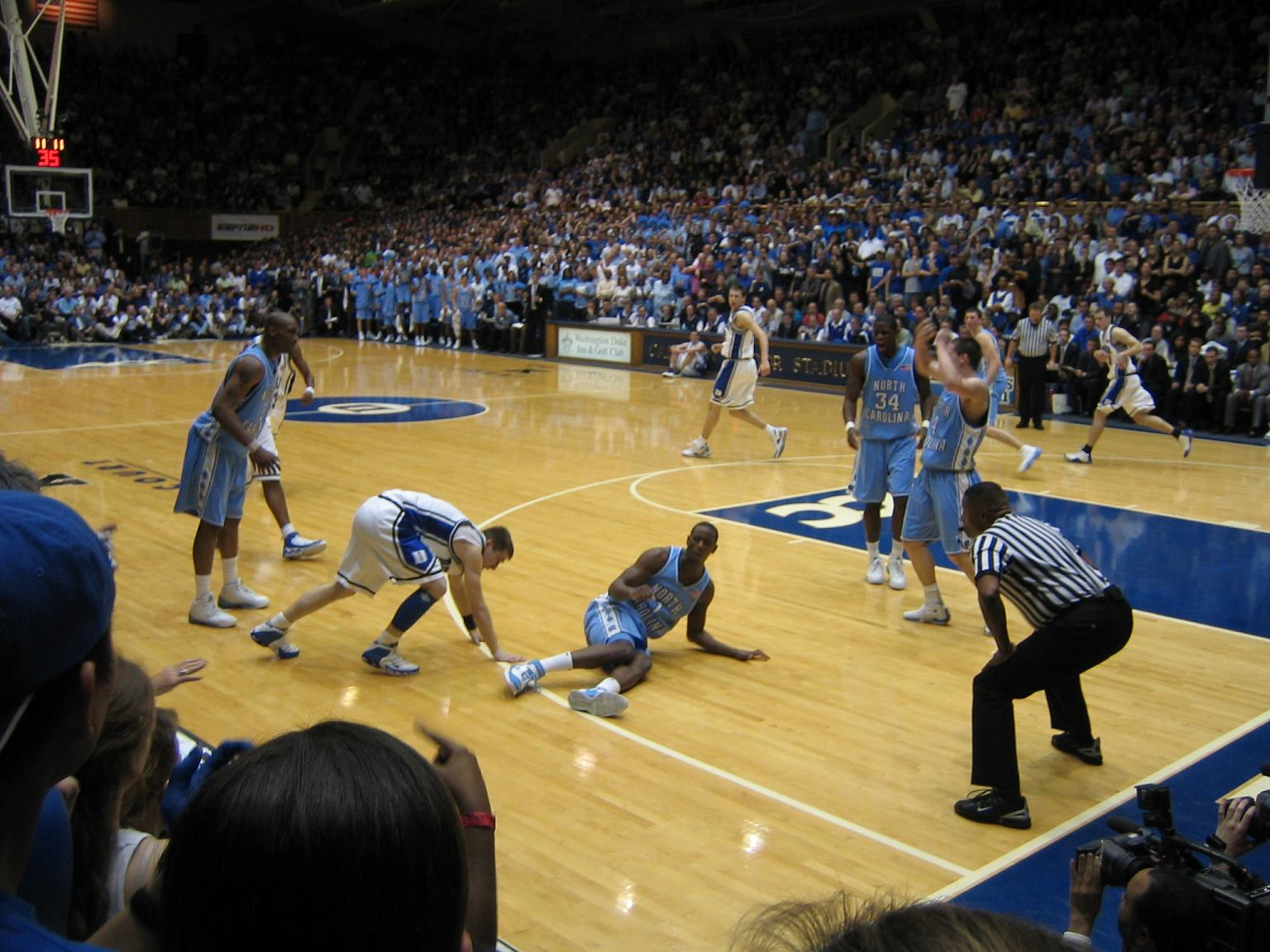
2006年3月4日に行われた試合は、ESPN史上最も視聴されたカレッジバスケットボールの試合となった。

同じアトランティック・コースト・カンファレンスに所属する強豪ノースカロライナ大学ターヒールズとは、カレッジバスケットボール界における最も有名なライバル関係とされており、両校が全米トップレベルでしのぎを削っている。毎年シーズン中に2回、ターヒールズと対戦し、デューク大学の学部生数千人が、キャメロン・インドア・スタジアム前の芝生広場 (Krzyzewskiville) に数ヶ月間キャンプして、ライバル試合の入場待ちの列を作るという恒例行事がある。レギュラーシーズンの最終戦は必ずこの2チームが対戦し、ホームチームがシニアナイトを開催する。また、ACCトーナメントの3戦目で対戦する年もある。
元『エスクァイア』編集者で作家のウィル・ブライス氏 (ノースカロライナ州出身) は、このライバル関係の情熱は、南部の階級と文化に大きく起因していると主張する。
| 「 | 地元の人とよそ者、エリート派と大衆派、善と悪の対立...ライバル関係はより大きな哲学的理想に自分を合わせる方法、つまり人生におけるチームの選択なのかもしれませんし、憎しみの快楽と必要性さえ明らかにする党派性の伝統です。 | 」 |

このライバル関係は、ブライス著『To Hate Like This Is to Be Happy Forever』、アート・チャンスキー著『Blue Blood』など、さまざまな書籍や記事の題材になっている。

#### 男子バスケットボール永久欠番
参照: 
| No. | 選手                     | ポジション | 在籍期間  | 式典年 |
| --- | ------------------------ | ---------- | --------- | ------ |
| 4   | J・J・レディック         | SG         | 2002–06   | 2007   |
| 10  | ディック・グロート       | PG         | 1949–52   | 1952   |
| 11  | ボビー・ハーリー         | PG         | 1989–93   | 1993   |
| 22  | ジェイ・ウィリアムズ     | PG         | 1999–2002 | 2003   |
| 23  | シェルデン・ウィリアムス | PF         | 2002–06   | 2007   |
| 24  | ジョニー・ドーキンス     | PG         | 1982–86   | 1986   |
| 25  | アート・ヘイマン         | SF         | 1960–63   | 1990   |
| 31  | シェーン・バティエ       | SF         | 1997–2001 | 2001   |
| 32  | クリスチャン・レイトナー | PF         | 1988–92   | 1992   |
| 33  | グラント・ヒル           | SF         | 1990–94   | 1994   |
| 35  | ダニー・フェリー         | PF         | 1985–89   | 1989   |
| 43  | マイク・グミンスキー     | C          | 1976–80   | 1980   |
| 44  | ジェフ・マリンズ         | SG         | 1961–64   | 1994   |

### 女子バスケットボール

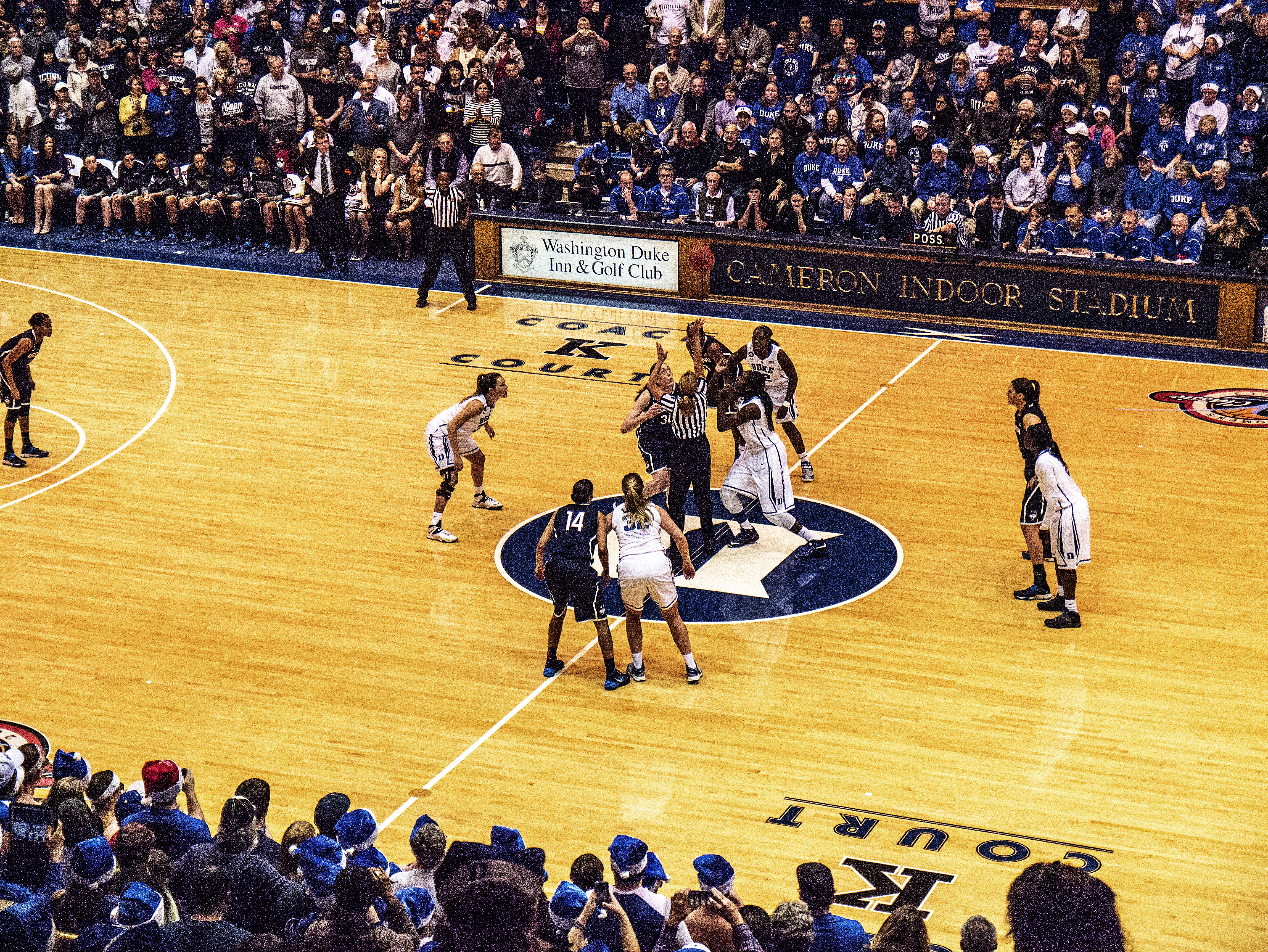
キャメロン・インドア・スタジアムで行われるデューク大学女子バスケットボールの試合

1990年代から2000年代にかけて、デューク大学女子バスケットボール部は全米屈指の強豪校となった。1992年から2007年までゲイル・ゲーシュテンコールズヘッドコーチに率いられたデューク大学は、在任中にNCAAスウィート・シックスティーンに10回、エリート・エイトに7回、ファイナル・フォーに4回出場し、NCAAチャンピオンシップゲームに2回出場している。

### 男子フェンシング
2018年、デューク大学男子フェンシング部は史上初のACC選手権を制覇した。

### 女子フェンシング
ステファン・コバクス (1972-2022) は、2010年8月にデューク大学のフェンシング部アシスタントコーチに就任し、2013年まで同職を務めた。

### フットボール

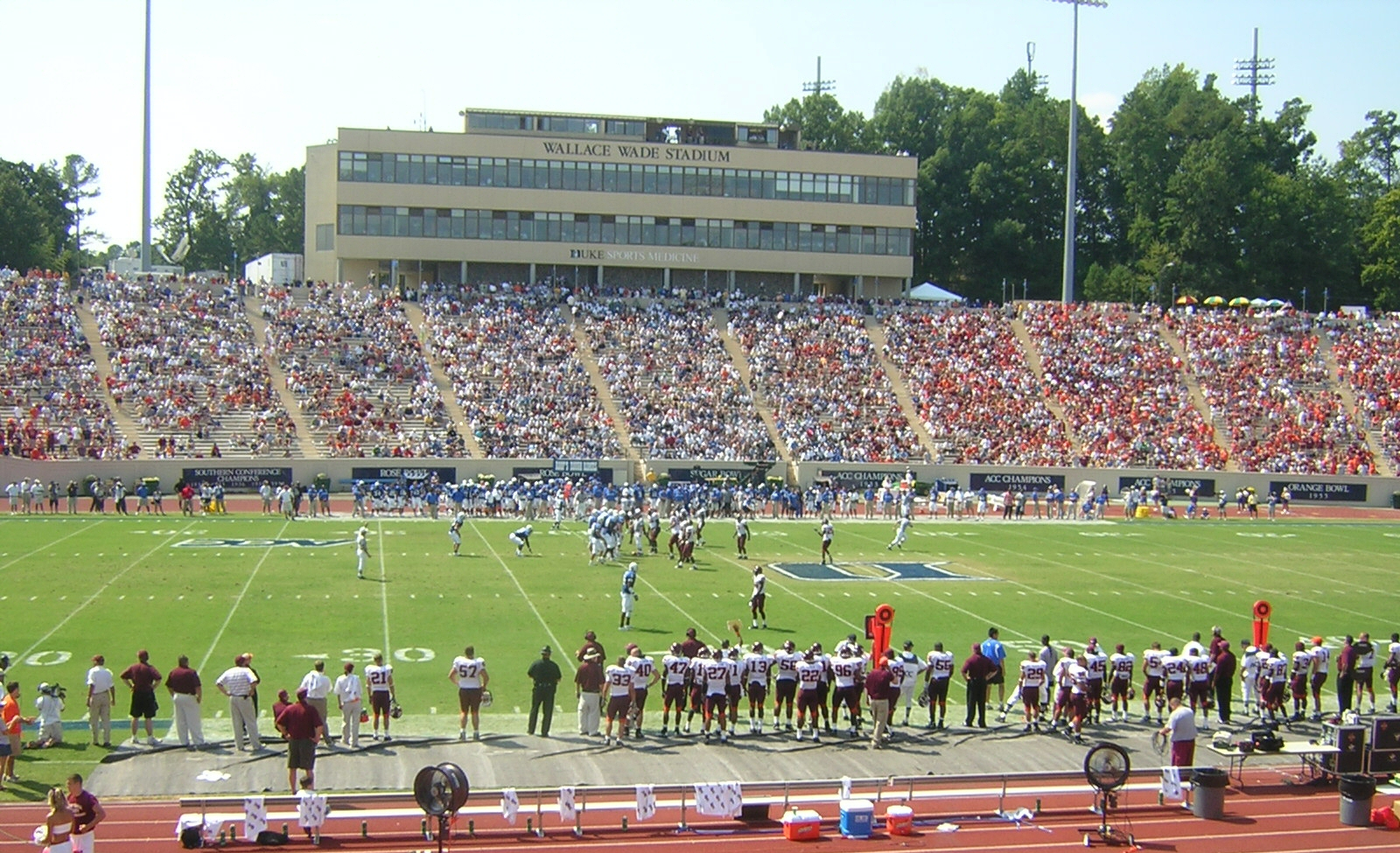
デューク大学フットボールの本拠地であり、1942年のローズボウルの会場となったウォレス・ウェイド・スタジアム。

最も有名なのは、ウォーレス・ウェイドがヘッドコーチを務め、「Iron Dukes」が誕生した1938年のシーズンである。ウェイドは、1930年にアラバマ大学からデューク大学に移籍し、カレッジフットボール界に衝撃を与えたが、後にその理由は「学校はアスリートにもしっかりとした学を与えるべき」という信念をデュークも共有していたからといって、この移籍を正当化した。1938年に「Iron Dukes」と呼ばれたウェイドは、レギュラーシーズンを通して無得点に終わった。デューク大学はローズボウルに初出場したが、試合終了間際にUSCが2番手のクォーターバックから3番手のタイトエンドへのパスでタッチダウンを決め、7対3で敗れた。ウェイド率いるブルーデビルズは1942年にもオレゴン州立大学にローズボウルで敗れたが、このときは真珠湾攻撃のため、ノースカロライナ州ダーラムにあるデュークのホームスタジアムで開催された。ウェイドはその功績により、カレッジフットボールの殿堂入りを果たした。
フットボールも1980年代後半、スティーブ・スパーリアが監督を務めていた頃は、うまくいった時代が続いた。1987年から1989年まで、ブルーデビルズを3年連続優勝に導き、1989年にはACCチャンピオンを分け合い、オールアメリカン・ボウルに出場したが、テキサス工科大学に敗れた。1989年のACCチャンピオンは、2006年にウェイクフォレスト大学が2度目のACCチャンピオンを果たすまで、ノースカロライナ州の大学が獲得した最後のタイトルとなった。
1994年、レッド・ゴールドスミスが監督に就任した最初のシーズン、チームが一躍脚光を浴びるようになった。チームは8勝1敗と好調で、一時は全米13位にまでランクインしたが、シーズン最後の2試合、ノースカロライナ州立大学に24-23、宿敵ノースカロライナ・ターヒールズに41-40で敗れた。1994年は、1962年以来初めてニューイヤーボウルに出場し、ホール・オブ・フェイムボウル (現在はアウトバックボウルとして知られている) でウィスコンシン大学に34-21で敗れた。
デューク大学は、フットボール選手のほぼ全員を卒業させるディビジョンI-A校の中で、常にトップかそれに近い位置にいる大学である。デューク大学は12年連続で首位を獲得しており、全大学中最も多くの学業成績優秀者を受賞している (ノートルダム大学が6回、ボストンカレッジとノースウェスタン大学がそれぞれ4回) 。

### 男子ゴルフ
男子ゴルフチームはこれまでに20回のカンファレンス・チャンピオンを果たしている。
- サザン・カンファレンス (12回): 1933年, 1935–42年, 1948–49年, 1951年
- アトランティック・コースト・カンファレンス (7回): 1954年, 1959年, 1961–62年, 1966年, 2005年, 2013年, 2017年

### 女子ゴルフ

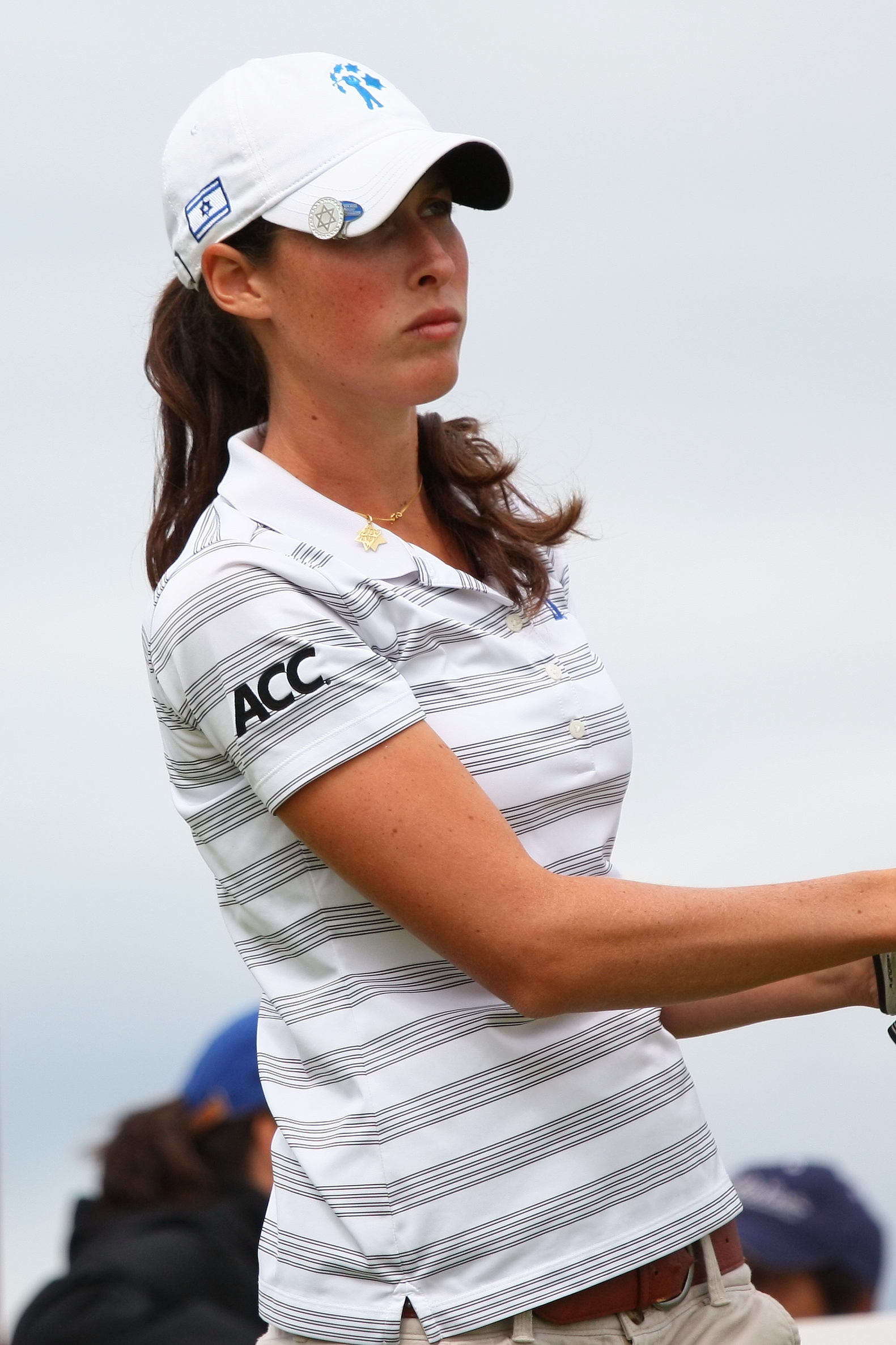
ラティシア・ベック

同大学は男子バスケットボールチームが最も多く報道されているが、女子ゴルフチームは2000年以降、同大学のプログラムで最も成功したチームである。2000年から2005年のシーズンにおいて、デューク大学の成績は796勝45敗3分で、勝率は.945である。

## 全米大学選手権優勝
（）内は優勝回数を示す。
- 男子 (9回)
  - バスケットボール (5回)：1991年、1992年、2001年、2010年、2015年
  - ラクロス (3回)：2010年、2013年、2014年
  - サッカー (1回)：1986年
- 女子 (2回)
  - ゴルフ (7回)：1999年、2002年、2005年、2006年、2007年、2014年、2019年
  - テニス (1回)：2009年

＊参照